# Salix laggeri
Espèce
 Salix laggeri, le saule de Lagger ou encore le saule pubescent, est une espèce de plantes à fleurs de la famille des Salicaceae. C'est un saule originaire des Alpes.

## Synonymie
- Salix albicans (Bonjean ex Ser.) Schleich.
- Salix albicans Bonjean ex Ser., 1904
- Salix grandifolia var. albicans Bonjean ex Ser., 1815
- Salix pubescens Schleich. ex A.Kern. & J.Kern., 1865
- Salix pubescens Schleich[1]. 1815

## Description
Salix laggeri est un arbuste qui peut atteindre de 1 à 3 mètres de haut. Les rameaux âgés de 2 ans sont gris-tomenteux. Ils ne sont pas striés sous l'écorce. Les feuilles lancéolées ou elliptiques-obovales sont longues de 3 à 7 cm. Elles sont blanches-cotonneuses à l'état jeune, puis glabrescentes et vert foncé dessus, à poils blanchâtres dessous. Le bord des limbes est crénelé-denté ou presque entier, souvent un peu enroulé. Les stipules atteignent 0,5 cm de long ou sont manquantes. La floraison et la feuillaison se produisent en même temps, en juin. Les chatons femelles atteignent 25 mm de long et 9 mm de large. Les capsules contenant les graines sont velues-soyeuses.
L'espèce se plait dans les alluvions et les rocailles pauvres en calcaire, au bord des ruisseaux et des lacs. C'est une espèce subalpine qui se rencontre dans les Alpes centrales.

Chromosomie, d'après Landolt & al. (2010) : P.3+w+22-323.n. 2n=76,.

## Statut de protection
En Suisse, l'espèce firgure sur la liste rouge des plantes.